# Mistrovství Asie a Oceánie v ledním hokeji do 18 let 1986
Mistrovství Asie a Oceánie v ledním hokeji do 18 let 1986 byl třetí asijský U18 turnaj v ledním hokeji. Konal se od 15. do 22. února 1986 v Adelaide v Austrálii. Turnaje se zúčastnila čtyři družstva, která hrála dvoukolově každé s každým. Vítězství si připsali junioři Japonska před juniory Číny a juniory Jižní Koreje.

## Výsledky
|    |             | Japonsko   | Čína      | Jižní Korea | Austrálie  | V | R | P | VG | OG | B  |
| 1. | Japonsko    | ***        | 3:5, 12:1 | 11:1, 12:3  | 14:2, 11:0 | 5 | 0 | 1 | 68 | 14 | 10 |
| 2. | Čína        | 5:3, 1:12  | ***       | 4:4, 6:3    | 6:3, 3:1   | 4 | 1 | 1 | 25 | 26 | 9  |
| 3. | Jižní Korea | 1:11, 2:13 | 4:4, 3:6  | ***         | 4:2, 1:7   | 1 | 1 | 4 | 15 | 43 | 3  |
| 4. | Austrálie   | 1:15, 3:12 | 3:6, 1:3  | 2:4, 7:1    | ***        | 1 | 0 | 5 | 18 | 40 | 2  |